# Capgrossos de la Coordinadora de Geganters de Barcelona
Els Capgrossos de la Coordinadora de Geganters de Barcelona són dos cabuts de Barcelona vinculats a la Coordinadora de Geganters de Barcelona. S'anomenen l'Avi i la Nena i formen part de l'entitat des del 2006. Són unes figures amb expressió afable i somrient que representen una nena, amb els cabells curtets, i un avi, calb i amb bigoti gris.
L'Avi i la Nena formen part d'un grup de quaranta-una parella de capgrossos iguals. L'Agrupació Mútua, amb motiu del seu aniversari, els va regalar a tots els ajuntaments de les capitals de comarca catalanes. Van ser construïdes el 2001 al taller Sarandaca. L'Ajuntament de Barcelona va decidir tot seguit de cedir les figures a la Coordinadora de Geganters de Barcelona, que encara avui les custodia i les passeja quan cal.
Els capgrossos de la Coordinadora de Geganters de Barcelona surten molt de tant en tant. Participen en actes infantils d'algunes escoles de la ciutat i ben poques vegades s'han pogut veure en alguna cavalcada de la Mercè.